# مرعة كستنائية الرأس
مرعة كستنائية الرأس (الاسم العلمي: Anurolimnas castaneiceps) هو نوع من فصيلة مرعة.